# 积
积是数学中多个不同概念的称呼。算术中，两个数或多个数相乘得到的结果称为它们的积或乘积。
当相乘的对象多于两个时可以称为连乘的时候，常常使用连乘号∏表示，类似多个对象的加法使用求和符号∑。
一般约定，相乘的对象只有一个的时候，乘积是对象本身；没有相乘的对象时也可以约定所谓的空积为1。

## 代数对象的积
各种代数结构中的对象可以通过定义不同的二元运算得到不同的积。比如说，平面向量可以定义点积，三维向量可以定义叉积和混合积。常见的积还包括：
- 向量空间中两个向量的内积
- 矩阵集合中矩阵的乘积
- 矩阵的阿达马乘积
- 矩阵的克罗内克乘积
- 张量的外积
- 张量的张量积
- 两个函数的

## 代数结构的积
在研究抽象代数中的代数结构时，常常会用到代数结构的积的概念。两个代数结构的积，一般定义为将两个代数结构里的元素通过一个二元映射对应为一个新的元素，然后将新的元素通过适当的规则组成的新的代数结构。如果两个代数结构的元素个数都是有限个，那么它们的积的元素个数将会是它们分别元素个数的乘积。这也是这种新代数结构被称为积的原因之一。
常见的代数结构的积有：
- 笛卡儿积
- 向量空间的直积
- 群子集的乘积
- 群的自由积
- 拓扑空间的积